# 39382 Opportunity
39382 Opportunity è un asteroide della fascia principale. Scoperto nel 1960, presenta un'orbita caratterizzata da un semiasse maggiore pari a 3,9613623 UA e da un'eccentricità di 0,2012417, inclinata di 2,90164° rispetto all'eclittica.
L'asteroide è dedicato a Opportunity, uno dei due rover della NASA atterrati su Marte nel 2004.